# Leatherstocking Tales
De Leatherstocking Tales (1823-1841) is een reeks romans van de Amerikaanse schrijver James Fenimore Cooper die het leven van de Amerikaans/Europese pioniers en indianen beschrijft in de Engelse koloniën in het oosten van Noord-Amerika in de 18e eeuw, de periode grofweg voor, tijdens en na de Amerikaanse Revolutie. 
De titel van de reeks is ontleend aan de bijnaam van het hoofdpersonage. In elk boek komt de held Natty Bumppo voor (waarschijnlijk gebaseerd op het leven en de avonturen van de historische pionier en 'trapper' Daniel Boone), die bij Europese kolonisten bekendstaat als "Leatherstocking", "The Pathfinder" en "The trapper", en die de indianen "Deerslayer", "La Longue Carabine" en "Hawkeye" noemen. 
De serie bestaat uit de volgende romans: The Pioneers (1823), The Last of the Mohicans (1826), The Prairie (1827), The Pathfinder (1840) en The Deerslayer (1841). Omdat The Pioneers een gedetailleerd portret geeft van het leven aan de Amerikaanse frontier, wordt hij soms de eerste echte originele Amerikaanse roman genoemd. 
Er zijn verscheidene verfilmingen gemaakt van de Leatherstocking Tales door Amerikaanse studio's en er bestaat zelfs ook een Duits/Joegoslavische versie.